# Pizzolo

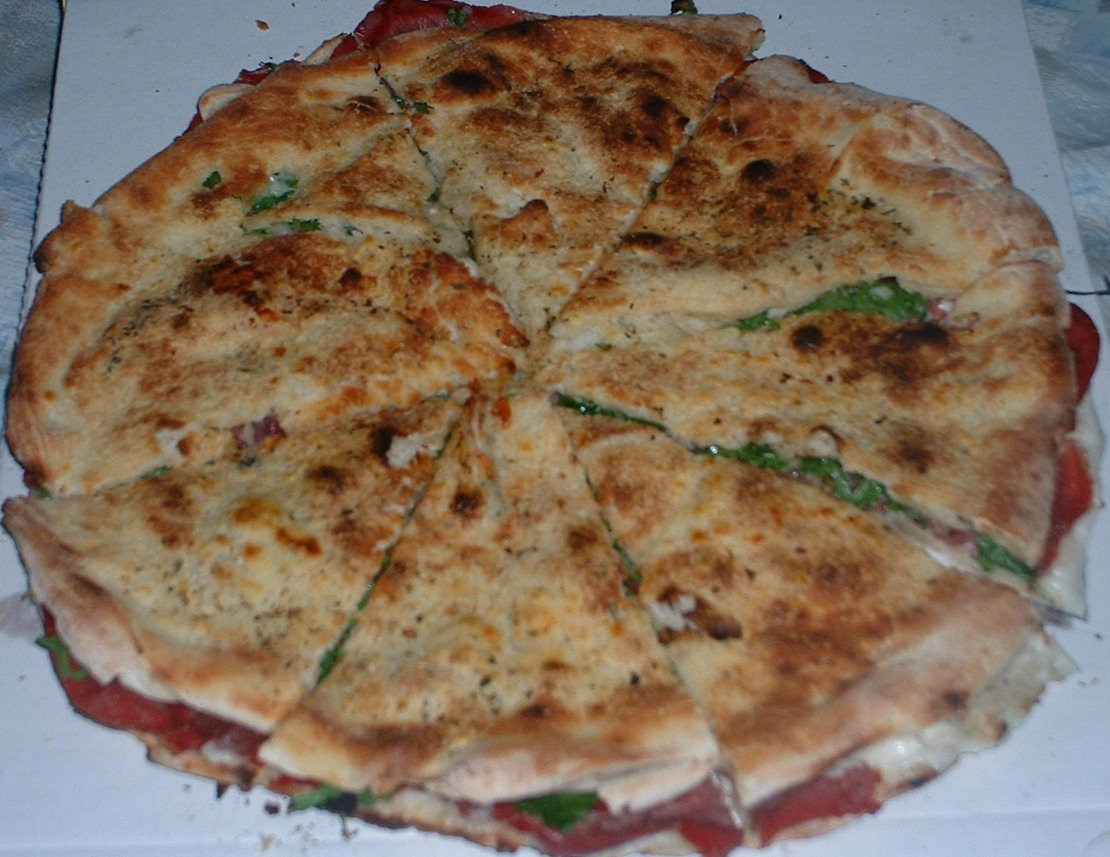
Un pizzolo.

El pizzolo (en siciliano pizzòlu) es un producto típico de la cocina siciliana, en particular de Solarino y Sortino, que puede encontrarse en todas las pizzerías de la provincia de Siracusa o en pizzolerie especiales de toda la provincia y de algunas ciudades del sureste de Sicilia.
Consiste en una pizza redonda de unos 20 cm de diámetro, superficialmente aderezada con aceite, orégano, pimienta, queso parmesano y sal (como la focaccia) y rellena con diversos ingredientes, tanto salados (a base de salumi, verdura, queso o carne) como dulces (crema de pistacho, crema de chocolate, requesón y miel). Típica de Sortino es la focaccia (en dialecto local nfigghiulata) rellena de higos y nipitedda (Melissa nepeta).
Sus orígenes son inciertos. Es sin embargo un plato típico de la tradición campesina de Solarino y Sortino (donde la receta original consistía en una focaccia rellena de pimiento) comercializado sin embargo solo desde los años 1990.
- Datos: Q3906050
- Multimedia: Pizzolo (food) / Q3906050